# Francesco Bandiera
Francesco Bandiera, född den 22 maj 1785 i Venedig, död den 16 september 1847 i Carpenedo di Mestre, var en italiensk amiral i österrikisk tjänst. Han var far till bröderna Attilio och Emilio Bandiera.
Bandiera, som tillhörde en gammal venetiansk familj, var en avgjord anhängare av det österrikiska väldet i Italien samt bidrog kraftigt till att undertrycka 
frihetsrörelserna i Kyrkostaten 1831. Komprometterad genom sina söners upprorsförsök blev han pensionerad 1844.